# Álvaro Gil-Robles

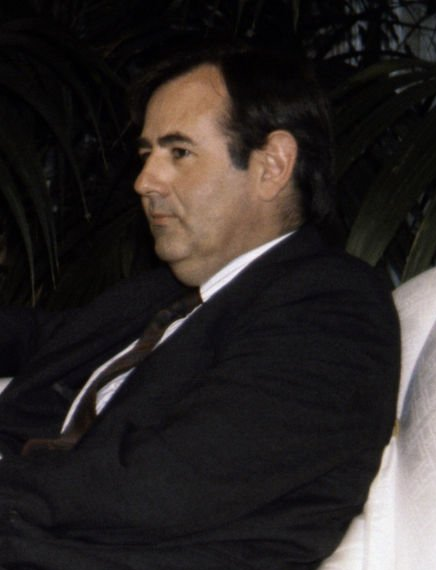
Álvaro Gil-Robles, 1993

Álvaro Gil-Robles y Gil-Delgado (* 9. September 1944 in Lissabon, Portugal) ist ein spanischer Jurist und Menschenrechtsaktivist.
1981 arbeitete er für das spanische Parlament das Gesetz aus, das die Kompetenzen eines Ombudsmanns (Defensor del pueblo) festlegt. Er war von 1983 bis 1985 ersterer Stellvertreter des Inhabers dieses Amtes und von 1988 bis 1993 selbst Ombudsmann. Vom 15. Oktober 1999 bis zum 31. März 2006 war er Menschenrechtskommissar des Europarats. Er war der erste Inhaber dieses neugeschaffenen Amtes.
Von 2000 bis 2005 besuchte er öffentliche Einrichtungen (unter anderem Gefangenenunterbringungen) in verschiedenen Ländern (siehe Liste unten) und zeigte in seinen Berichten an die jeweiligen Regierungen die Menschenrechtsverletzungen zur Verbesserung auf.
Sein Vater war der Politiker José María Gil-Robles y Quiñones, sein Bruder der Europapolitiker José María Gil-Robles.

## Chronologie der Besuche
- 2000: Georgien und Moldawien
- 2001: Andorra, Norwegen, Slowakei, Finnland und Bulgarien
- 2002: Griechenland, Ungarn, Rumänien und Polen
- 2003: Tschechien, Slowenien, Portugal, Türkei, Zypern, Litauen, Lettland, Estland und Malta
- 2004: Luxemburg, Dänemark, Schweden, Kroatien, Russland, Schweiz und Liechtenstein
- 2005: Spanien, Italien, Island und Frankreich

Seine umfangreichen Berichte sind auf der „Commissioner for Human Rights“-Homepage verfügbar.